# Một đêm giông bão
Một đêm giông bão (tiếng Nhật: あらしのよるに, Hepburn: Arashi no yoru ni, tiếng Anh: One Stormy Night) là một tập sách tranh của tác giả Kimura Yūichi, đồng thời cũng là tiêu đề của series anime và nhiều tác phẩm nghe nhìn khác triển khai từ tập sách này. Họa sĩ của tập sách tranh này là Abe Hiroshi. Nội dung chủ yếu của tác phẩm xoay quanh mối quan hệ bằng hữu cảm động giữa Mei (dê) và Gabu (sói). Mối quan hệ này vượt ra khỏi quan hệ về chủng tộc và đi ngược lại với những tư tưởng truyền thống. Nhìn ở một khía cạnh nào đó thì tinh thần của tác phẩm này ủng hộ cho việc luyến ái đa chủng tộc và đồng tính.
Tác phẩm này đã nhận được giải thưởng của nhà xuất bản Sankei (giải JR) lần thứ 42 vào năm 1995 và giải thưởng văn hóa của nhà xuất bản Kōdansha dành cho hạng mục sách tranh. 
Ban đầu, tác phẩm này chỉ gồm một phần và dự định kết thúc ở đó, nhưng sau khi phát hành nó nhận được nhiều lời tán thưởng từ phía công chúng nên tác giả đã viết thêm đến phần 6 là "Fubuki no ashita" và đã một lần kết thúc. Nhưng công chúng vẫn mến mộ cuồng nhiệt nên phần đặc biệt "Shiroi yami no hate de" ra đời và được dựng thành phim, sau đó nó được tính là phần tiếp theo của phần 6 trong series và series này kết thúc ở phần thứ 7 là "Mangetsu no yoru ni" (một đêm trăng tròn). Năm 2015, bộ truyện đã được cấp phép tại Việt Nam, do nhà xuất bản Kim Đồng phát hành dưới tựa đề tiếng Việt chính thức "Một đêm giông bão".
Phần đầu tiên trong series này cũng được đăng tải trong sách quốc ngữ của nhà xuất bản Mitsumura.
Năm 2005, tác phẩm được Sugii Saburō dựng thành Anime, nội dung được cấu thành từ 7 phần của tập sách tranh và được biết đến ở Âu Mỹ với cái tên "One Stormy Night".

## Cốt truyện
Phần dưới đây sẽ tiết lộ một số tình tiết trong bộ phim Anime cùng tên.
Mở đầu phim là cảnh một bầy sói tấn công hai mẹ con dê đang gặm cỏ trong một buổi chiều vần vũ mây đen. Dê con (Mei) may mắn thoát được nhưng dê mẹ bị bầy sói ăn thịt.
Khi Mei đã trưởng thành, vào một đêm mưa bão, số phận đã đưa chàng dê đến trú mưa trong một căn nhà nhỏ bỏ hoang trên đồng. Lúc đó cũng có một con sói đang trú mưa trong căn nhà. Nhưng vì tối trời và gió thổi mạnh nên cả hai đều không nhận ra nhau, không nhìn thấy nhau và không ngửi được mùi của nhau mà chỉ trò chuyện như hai người bạn đồng loại. Cả dê và sói đều cảm thấy dường như mình đã tìm được người bạn tâm đầu ý hợp trong đêm mưa bão này nên trước khi ra về đã hẹn nhau rằng, sáng hôm sau trời quang mây tạnh sẽ đến gặp nhau, cùng nhau đi chơi cả ngày. Và mật khẩu để nhận ra nhau là "Arashi no yoru ni" (một đêm giông bão).
Hôm sau, cả dê và sói đều sửng sốt khi nhận ra thân phận thực sự của nhau. Nhưng cũng từ đó, giữa dê và sói đã nảy sinh tình bạn vượt qua khỏi ranh giới của chủng loài, của kẻ ăn thịt và con mồi. Nhưng tình bạn đó không được đồng loại của cả hai chấp nhận. Tình bạn bí mật giữa dê và sói bị bầy đàn biết được, cả hai bị ép buộc phải lợi dụng lẫn nhau để mang về "lợi ích cho cộng đồng". Dê phải giả vờ không biết gì để lừa sói nói 2005ra địa điểm săn mồi của bầy đàn và ngược lại, sói bị buộc phải moi thông tin bầy dê thường gặm cỏ ở đâu để bầy đàn của mình tổ chức săn mồi. Và như vậy là tình bạn trong sáng giữa dê và sói đã bị chính đồng loại của mình dồn đến bước đường cùng...

## Loạt sách ấn bản
Nguyên tác (sách tranh)gồm 7 phần, được Kōdansha phát hành. Từ tháng 3 năm 2007 đến nay đã bán được hơn 300 vạn bản.
1. Arashi no yoru ni (một đêm giông bão): 1994
2. Aru hareta hi ni (một ngày nào đó đẹp trời): 1996
3. Kumo no kirema ni (giữa những đám mây): 1997
4. Kiri no naka de (trong sương mù):1999
5. Doshaburi no hi ni (một ngày mưa to): 2000
6. Fubuki no ashita (ngày mai mưa tuyết): 2002
7. Mangetsu no yoru ni (một đêm trăng tròn): 2005
- Phần đặc biệt: Shiroi yami no hate de (nơi tận cùng của đêm trắng):2004

Tác phẩm phái sinh
- Ōkami no akkanbei: tùy bút
- Arashi no yoru ni: luyến ái luận
- Arashi no yoru ni: bản Manga, tạp chí Gekkan Magajin Z
- Arashi no yoru ni: bản tiểu thuyết, nhà xuất bản Shōgakukan
- Sorezore no Arashi no yoru ni: tribute comic.

## Truyền thông

### Anime điện ảnh
Phiên bản Anime chiếu rạp được trình chiếu từ ngày 10 tháng 12 năm 2005 và đã thu về được 18,8 tỷ En Nhật. Đầu năm 2006, số khách đến rạp xem phim đã vượt quá 120 vạn người và phim này đoạt kỷ lục tác phẩm Anime chiếu rạp không dựng từ nguyên tác Manga có sức hút mạnh nhất. Tác phẩm Anime này cũng đã được công chiếu tại nhiều quốc gia khác nhau. Từ ngày 20 tháng 1 năm 2006, bộ phim đã xuất hiện qua 55 rạp chiếu phim ở Đài Loan và dự tính sẽ được chiếu ở 26 quốc gia bao gồm cả Đại Hàn và Anh quốc.
Phiên bản DVD được phát hành vào ngày 23 tháng 6 năm 2006 và bao gồm 2 chủng loại là Special Edition và Standard Edition. Tác phẩm Anime này đã ứng cử giải thưởng Academy Nhật Bản (lần thứ 30) dành cho phim Anime ưu tú nhất vào năm 2007.

### Anime truyền hình
Theo dự định thì phiên bản Anime truyền hình sẽ được phát sóng vào năm 2010.

### Game Soft
Phiên bản game cùng tên được hãng Creative Core phát hành vào ngày 22 tháng 12 năm 2005 trên hệ máy Nintendō DS.
Phiên bản game này có nội dung giống như bản sách tranh nhưng các cảnh chơi thì lại lấy từ bản Anime. Người chơi phải hoàn thành các mini game để làm câu chuyện tiến triển. Và dựa vào điểm số khi hoàn thành các mini game này mà kết cục của game cũng thay đổi, do đó có nhiều cái kết rất khác so với nguyên tác nhưng vẫn không làm mất đi tinh thần của tác phẩm vì chính tác giả Kimura Yūichi là người giám sát nội dung của game.